# Habenaria crassipes
Habenaria crassipes är en orkidéart som beskrevs av Rudolf Schlechter. Habenaria crassipes ingår i släktet Habenaria och familjen orkidéer. Inga underarter finns listade i Catalogue of Life.